# Paco de Lucía
Paco de Lucía (eredeti nevén Francisco Sánchez Gómez, Algeciras, 1947. december 21. – Cancún, Mexikó, 2014. február 25.) spanyol flamencogitáros, a modern flamenco egyik megteremtője.

## Életpályája
Zenészcsaládba született, öt gyermek közül a legkisebbként. Édesapja, Antonio Sánchez flamencogitáros volt, akárcsak testvérei, Pepe de Lucía (José Sánchez Gómez) és Ramón de Algeciras (Ramón Sánchez Gómez). Művésznevét édesanyja, a portugál származású Lucía Gómez iránti tiszteletből vette fel. Unokahúga Malú (María Lucía Sánchez Benítez), aki hazájában elismert énekesnő.
Először tizenegy éves korában, 1958-ban szerepelt nyilvánosan az algecirasi városi rádióban, egy évvel később már díjat nyert egy flamenco-versenyen. 1961-ben José Greco társulatával turnézott. 1968 és 1977 között – saját albumai mellett – Camarón de la Islával, a modern szellemű flamenco-énekessel is készített tíz lemezt. 
Három közös nagylemezt adott ki Al Di Meolával és John McLaughlinnal (1981, 1983, 1996), és ugyanennyit saját zenekarával, a Paco de Lucía szextettel (1981, 1984, 1993), melyben fivérei, Pepe és Ramón is zenélnek. Hagyományosnak tekinthető flamenco felvételei mellett, több albumán is keveredik a tradicionális és a modern flamenco stílus. Bár soha nem szakadt el gyökereitől, a hagyományos flamenco felfogás kereteit feszegető, és az 1970-es évek közepétől mind jobban kialakuló egyéni szemléletével megnyitotta az utat a flamenco játék egyfajta új megközelítéséhez. Emiatt néha a modern dzsessz-zenészekhez, előadókhoz is sorolják. A hatvanas évek elejétől mintegy 30 saját albuma jelent meg. Ismertté és világszerte népszerűvé vált számainak (Almoraima, Rio Ancho, La cueva del Gato stb.) szinte kivétel nélkül ő maga a szerzője.
Rendkívül tehetséges, virtuóz gitárjátékos, a flamencogitár mestere, aki nemcsak a flamencóban remekelt, de játszott dzsesszt, klasszikus zenét és világzenét is.

## Halála
2014 februárjában a mexikói Cancúnban nyaralt a családjával. Február 25-én kedden a strandon játszott gyermekeivel, amikor hirtelen rosszul lett. Kórházba indultak vele, de meghalt, mielőtt megérkeztek volna. Valószínűleg szívrohamot kapott.

## Díjai, elismerései
- 2004 -  Asztúria hercegnője művészeti-díj

## Magyarországi fellépései
- 1985. december 8. – Budapest Sportcsarnok
- 1987. július 2. – Debrecen – Paco de Lucia és John McLaughlin
- 1987. július 3. – Budapest, Kisstadion – Paco de Lucia és John McLaughlin
- 1996. Október 11-12. [Négy koncert]  Budapest Sportcsarnok - "Friday Night in Budapest" Paco de Lucia, Al Di Meola, John McLaughlin
- 2006. augusztus 4. – Veszprémi ünnepi játékok
- 2010. március 27. – Debrecen, Főnix Csarnok
- 2010. március 28. – Budapest, Művészetek Palotája
- 2013. július 18. – Veszprémi ünnepi játékok

## Lemezei
| - Los Chiquitos de Algeciras (1963, Pepe de Luciával) - 2 guitarras flamencas en stereo (1964, Ricardo Modregóval) - 12 canciónes de García Lorca para guitarra (1965, Ricardo Modregóval) - 12 éxitos para 2 guitarras flamencas (1965, Ricardo Modregóval) - 2 guitarras flamencas en America Latina (1967, Ramón de Algecirasszal) - Canciones andaluzas para 2 guitarras (1967, Ramón de Algecirasszal) - La fabulosa guitarra de Paco de Lucía (1967) - Paco de Lucía y Ramón de Algeciras en Hispanoamérica (1969, Ramón de Algecirasszal) - Fantasía flamenca de Paco de Lucía (1969) - 12 hits para 2 guitarras flamencas y orquesta de cuerda (1969, Ramón de Algecirasszal) - Recital de guitarra de Paco de Lucia (1971, Ramón de Algecirasszal) - El mundo del flamenco (1971, Pepe de Lucíával és Ramón de Algecirsszal) - El duende flamenco de Paco de Lucía (1972) - Entre dos aguas (1973, 1981 válogatáslemez) - En vivo desde el teatro real (1975, élő) - Fuente y caudal (1975, Ramón de Algecirasszal) | - Almoraima (1976, Ramón de Algecirasszal) - Paco de Lucía interpreta a Manuel de Falla (1978, Jorge Pardo és a Dolores közreműködésével) - Castro Marín (1981, John McLaughlinnal és Larry Coryellel) - Friday Night in San Francisco (1981, Al Di Meolával és John McLaughlinnal, élő) - Solo quiero caminar (1981, a Paco de Lucía szextett) - Passion, Grace and Fire (1983, Al Di Meolával és John McLaughlinnal) - Live One Summer Night (1984, a Paco de Lucía szextett, élő) - Siroco (1987) - Live recordings (1987, George Dalarasszal, élő) - Zyryab (1990, Chick Corea és Manolo Sanlúcar közreműködésével) - Concierto de Aranjuez (1991) - Live in America (1993, a Paco de Lucía szextett, élő) - Antologia (1995, 2CD válogatáslemez) - The Guitar Trio (1996, Al Di Meolával és John McLaughlinnal) - Luzia (1998) - Flamenco romantico (2000, Enrique Montoyával) - Cositas buenas (2004) |